# Earthquake (pel·lícula de 2016)
Earthquake o El gran terratrémol (armeni: Երկրաշարժ, rus: Землетрясение) és una pel·lícula dramàtica russoarmènia del 2016 dirigida per Sarik Andreasyan sobre el terratrèmol armeni de 1988. Va ser seleccionada com a candidata armènia per a la millor pel·lícula en llengua estrangera als 89ns Premis Oscar. Tanmateix, la pel·lícula va ser desqualificada per l'Acadèmia per no complir els requisits de presentació. La recepció crítica de la pel·lícula als mitjans russos va anar de mixta a positiva. S'ha doblat al català oriental amb el títol d'Earthquake i també al valencià per a À Punt amb el nom d'El gran terratrémol.

## Repartiment
- Sebastien Sisak com a Didier, un cinòleg
- Sabina Akhmedova com a Gayane
- Konstantín Lavrónenko com a Konstantin Berejnoi
- Artiom Bistrov com a conductor de camió grua
- Arsen Grigoryan com a Ryzhiy
- Maria Mirónova com a Anna Berezhnaya
- Michael Poghosyan com a Erem
- Artiom Bistrov com a Grisha